# 林生风毛菊
林生风毛菊（学名：Saussurea sylvatica）是菊科风毛菊属的植物，为中国的特有植物。分布于中国大陆的山西、青海、甘肃等地，生长于海拔2,150米至4,500米的地区，一般生长在山坡草地阴处，目前尚未由人工引种栽培。